# 威廉姆森 (喬治亞州)
威廉姆森（英語：Williamson）是一個位於美國喬治亞州派克縣的城鎮。

## 地理
威廉姆森的座標為33°10′47″N 84°21′47″W / 33.17972°N 84.36306°W，而該地的平均海拔高度為281米（即922英尺）。

## 人口
根據2010年美國人口普查的數據，威廉姆森的面積為1.60平方千米，當中陸地面積為1.60平方千米，而水域面積為0.00平方千米。當地共有人口352人，而人口密度為每平方千米220人。